# Nathanael Schnittelbach
Nathanael Schnittelbach (né le 16 juin 1633 à Dantzig en Prusse royale, et décédé le 16 novembre 1667 à Lübeck) est un violoniste et un compositeur allemand.

## Biographie
Son père, Johann Schnittelbach, fut pendant 45 ans organiste à l'église Saint-Jacques de Dantzig. Sa formation terminée, Nathanael reçut en 1650 un premier emploi temporaire comme violoniste à l'église Sainte-Marie de Dantzig. En 1653, il devint musicien à l'orchestre de la cour de Christine de Suède. Après avoir posé sans succès sa candidature à Dantzig, il revint en Allemagne au début de 1655 et fut musicien à Lübeck où il prit des leçons auprès de Nicolaus Bleyer jusqu'à la mort de ce dernier en 1658. Le 13 novembre de la même année, on lui conféra le droit de cité ; le 11 décembre, il épousa la fille de Bleyers, Anna. En octobre 1667, il tomba malade au cours d'une tournée de concerts à l'occasion d'un mariage princier à Gottorf et mourut un mois plus tard.
Schnittelbach jouissait comme violoniste d'une très grande réputation. On le connaissait dans toute l'Allemagne et aussi en Pologne, au Danemark, aux Pays-Bas et en Suède ; Ernst Ludwig Gerber a parlé de lui comme de « l'un des plus grands violonistes du XVIIe siècle ». Le plus connu de ses élèves fut Nicolaus Adam Strungk.

## Œuvres
De Schnittelbach nous sont parvenus une chaconne pour violon solo, deux suites instrumentales et une sonate pour violon et basse continue. Les deux mouvements de suite sont typiques de la musique municipale (Ratsmusik) de son temps. Ont disparu un magnificat pour cinq voix et deux violons ainsi qu'un concert spirituel (Wo der Herr nicht das Haus bauet ; Si le Seigneur ne construit pas la maison).

## Source
- (de) Cet article est partiellement ou en totalité issu de l’article de Wikipédia en allemand intitulé « Nathanael Schnittelbach » (voir la liste des auteurs).